# Датт, Сунил
Сунил Датт (при рождении Балрадж Датт, англ. Balraj Dutt; 6 июня 1929, Джелам, Британская Индия — 25 мая 2005, Мумбаи, Индия) — индийский киноактёр, политик, продюсер. Министр по делам молодёжи и спорта Индии (2004—2005). Отец актёра Санджая Датта. В 1968 году награждён четвёртой по высоте гражданской наградой Индии Падма Шри.

## Биография
Сунил Датт родился в деревеньке Кхурд, в Пенджабе (сейчас это территория Пакистана). В скором времени семья переехала в деревню Мандоли на берегу реки Джамна в штате Харьяна. Затем Сунил переехал в Бомбей, чтобы стать актёром. Он поступил в Колледж Яи Хинд и начал работать на Radio Ceylon — старейшей радиостанции Азии.
Первый фильм, в котором он снялся в 1955 году носил название Railway Platform, но звездный час его пробил в 1957 году, после выхода на широкий экран киноленты «Мать Индия», в котором он снимался со своей будущей женой Наргис. В фильме он играл её младшего сына. Говорят, что во время съемок начался пожар, но Сунил храбро бросился в огонь и вынес Наргис, после чего она обратила на него внимание. Конец 50-х и все 60-е годы были эрой его расцвета — он снялся в таких фильмах как «Садхна» (1958), «Неприкасаемая» (1959), «Позвольте мне жить» (1963), «Семья» (1965) и Padosan (1967). В сотрудничестве с Б. Р. Чопрой были созданы такие фильмы как «Заблуждение» (1963), «Испытание временем» (1965) и «Хамраз» (1967). Сунил Датт попал в книгу рекордов Гиннесса со своим фильмом «Воспоминания» (1964), где он был и режиссёром, и продюсером, и сыграл все роли.
Сунил Датт умер 25 мая 2005 года во сне от сердечного приступа.

## Семья
11 марта 1958 года Сунил женится на Наргис. Они поженились по ритуалу индуистской реформистской школы Арья Самадж. От этого брака у пары было трое детей.
- Санджай Датт, который тоже стал актёром. В 1986 году женился на Риче Шарме, у них родилась дочь Тришала. Рича умерла в 1996 году от опухоли мозга. В 1998 году Датт женился на фотомодели Рее Пиллаи, в 2005 они развелись. 11 февраля 2008 года Санджай Датт женился на Дилнаваз Шейх, более известной под именем Маньята. 21 октября 2010 года супруги стали родителями двойняшек: мальчика Шахрана и девочки Икры.
- Прия Датт[англ.] — индийский политик. В 2005 году после смерти Сунила Датта кресло в Парламенте перешло Прии Датт, которая является членом Парламента от северо-западного Мумбаи. 27 ноября 2003 года вышла замуж за Овена Ронсона.
- Намрата Датт — жена актёра Кумара Гаурава, пара имеет двух дочерей Саачи и Сиа Кумар.